# Stora Tuna kyrka
Stora Tuna kyrka är en kyrkobyggnad i Stora Tuna socken. Den är församlingskyrka i Stora Tuna församling i Västerås stift.
Kyrkan är helgad åt Jungfru Maria och de båda skyddshelgonen Sankt Erik och Sankt Olof.

## Kyrkobyggnaden
Stora Tuna kyrka är byggd i närheten av en kultplats helgad åt asaguden Frej och på en äldre gråstensskyrka från 1200-talet. Den invigdes år 1469 av biskopen i Västerås. Kyrkan byggdes utan torn men har annars samma storlek och form fortfarande. Det första tornet byggdes i slutet av 1500-talet men eldhärjades redan 1590. Det ersattes av ett nytt torn som eldhärjades svårt vid två tillfällen
efter blixtnedslag 1664 och 1807. Dagens kyrktorn byggdes mellan åren 1914 och 1915, under första världskriget, och ritades av arkitekten Axel Lindegren. Tornet är 86 meter högt och försett med koppartak.

## Inventarier
I kyrkan förvaras en kopia av Gustav Vasas bibel, den första bibelöversättningen till svenska som gavs ut 1541.

## Orglar
- Huvudorgeln byggdes 1969 av A. Magnusson Orgelbyggeri AB. Den har 43 stämmor fördelade på tre manualer och pedal.

| Man I. Ryggpositiv  | Man II. Huvudverk   | Man III. Svällverk | Pedal              | Koppel |
| ------------------- | ------------------- | ------------------ | ------------------ | ------ |
| Gedackt 8'          | Pommer 16'          | Flöjtprincipal 8'  | Principal 16'      | III/II |
| Kvintadena 8'       | Principal 8'        | Gedackt 8'         | Subbas 16'         | I/II   |
| Principal 4'        | Rörflöjt 8'         | Spetsgamba 8'      | Kvinta 10 2/3'     | III/P  |
| Koppelflöjt 4'      | Oktava 4'           | Voix céleste 8'    | Oktava 8'          | II/P   |
| Waldflöjt 2'        | Blockflöjt 4'       | Oktava 4'          | Gedackt 8'         | I/P    |
| Nasat 1 1/3'        | Oktava 2'           | Rörflöjt 4'        | Oktava 4'          |        |
| Scharf 4-5 chor     | Mixtur 6-8 chor     | Nasat 2 2/3'       | Nachthorn 2'       |        |
| Sesquialtera 2 chor | Cornett 3 chor      | Piccolo 2'         | Rauschkvint 3 chor |        |
| Dulcian 16'         | Trumpet 8' (spansk) | Sifflöjt 1'        | Basun 16'          |        |
| Krumhorn 8'         | Cymbelstjärna       | Mixtur 5 chor      | Trumpet 8'         |        |
| Tremulant           |                     | Terscymbel 3 chor  | Skalmeja 4'        |        |
|                     |                     | Fagott 16'         |                    |        |
|                     |                     | Oboe 8'            |                    |        |
|                     |                     | Tremulant          |                    |        |

- Kororgeln byggdes 1966 av A. Magnusson Orgelbyggeri AB och har elva stämmor fördelade på två manualer och pedal.

| Man I. Huvudverk | Man II. Bröstverk (sv) | Pedal      | Koppel |
| ---------------- | ---------------------- | ---------- | ------ |
| Gedackt 8'       | Spetsgamba 8'          | Subbas 16' | II/I   |
| Principal 4'     | Rörflöjt 4'            | Pommer 4'  | II/I   |
| Gemshorn 2'      | Principal 2'           |            |        |
| Mixtur 3 chor    | Sifflöjt 1'            |            |        |
|                  | Regal 8'               |            |        |
|                  | Tremulant              |            |        |

### Diskografi
Inspelningar av musik framförd på kyrkans orglar.
- Dalakoraler och bröllopsmusik / Granstam, Bengt, orgel. LP. Proprius PROP 7763. 1976.
- Gotthard Arnér spelar orgel i Stora Tuna kyrka. LP. HMV 4E 061-34128. 1970.
- Låtar : Swedish folk tunes / Idenstam, Gunnar, orgel; Hedin, Johan, nyckelharpa. SACD. Caprice Records CAP 21733. 2001.
- Morgen kommt der Weihnachtsmann / Patrick, David, orgel. CD. Opus 3 8005. 1980.

## Galleri

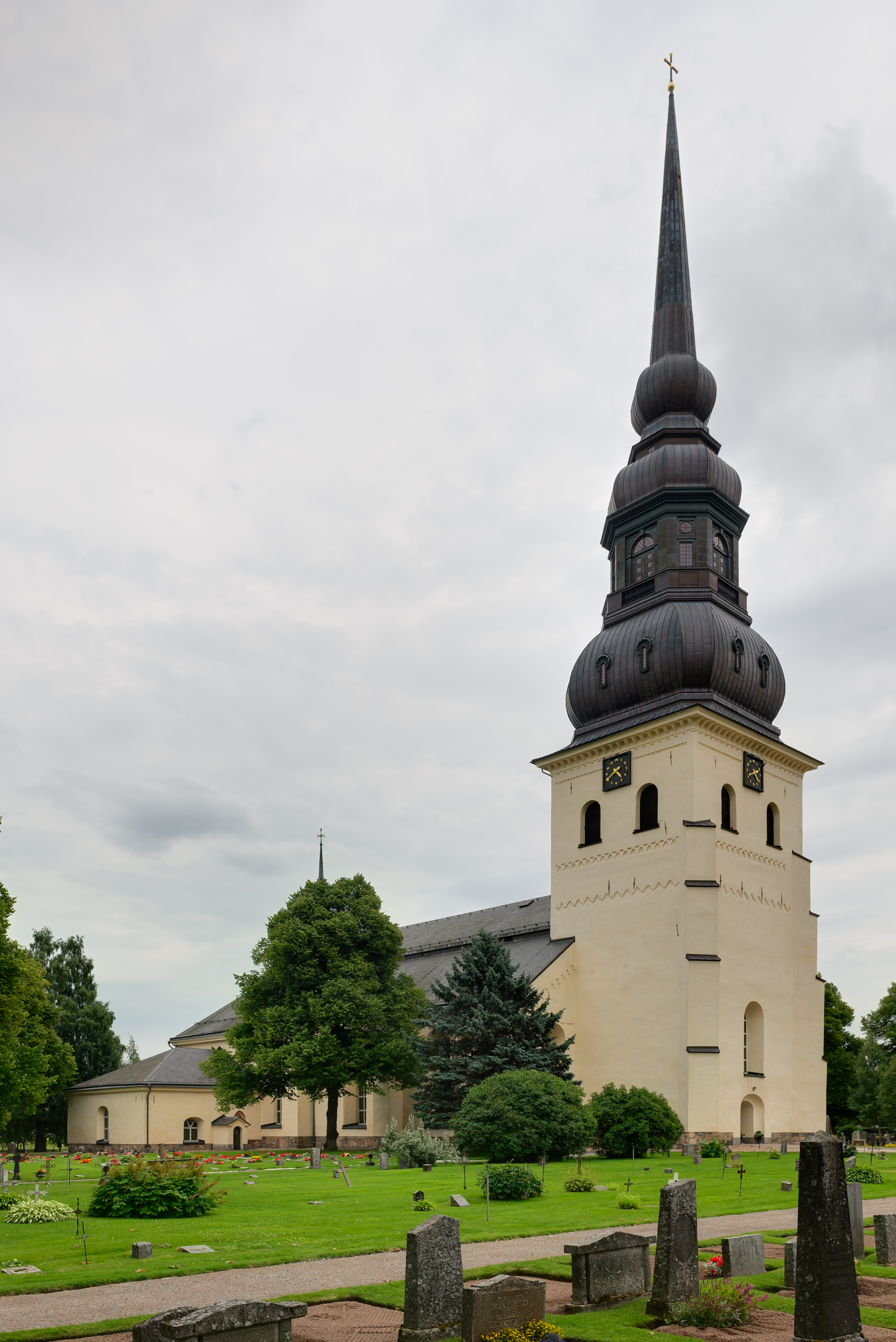
Kyrkan från nordväst
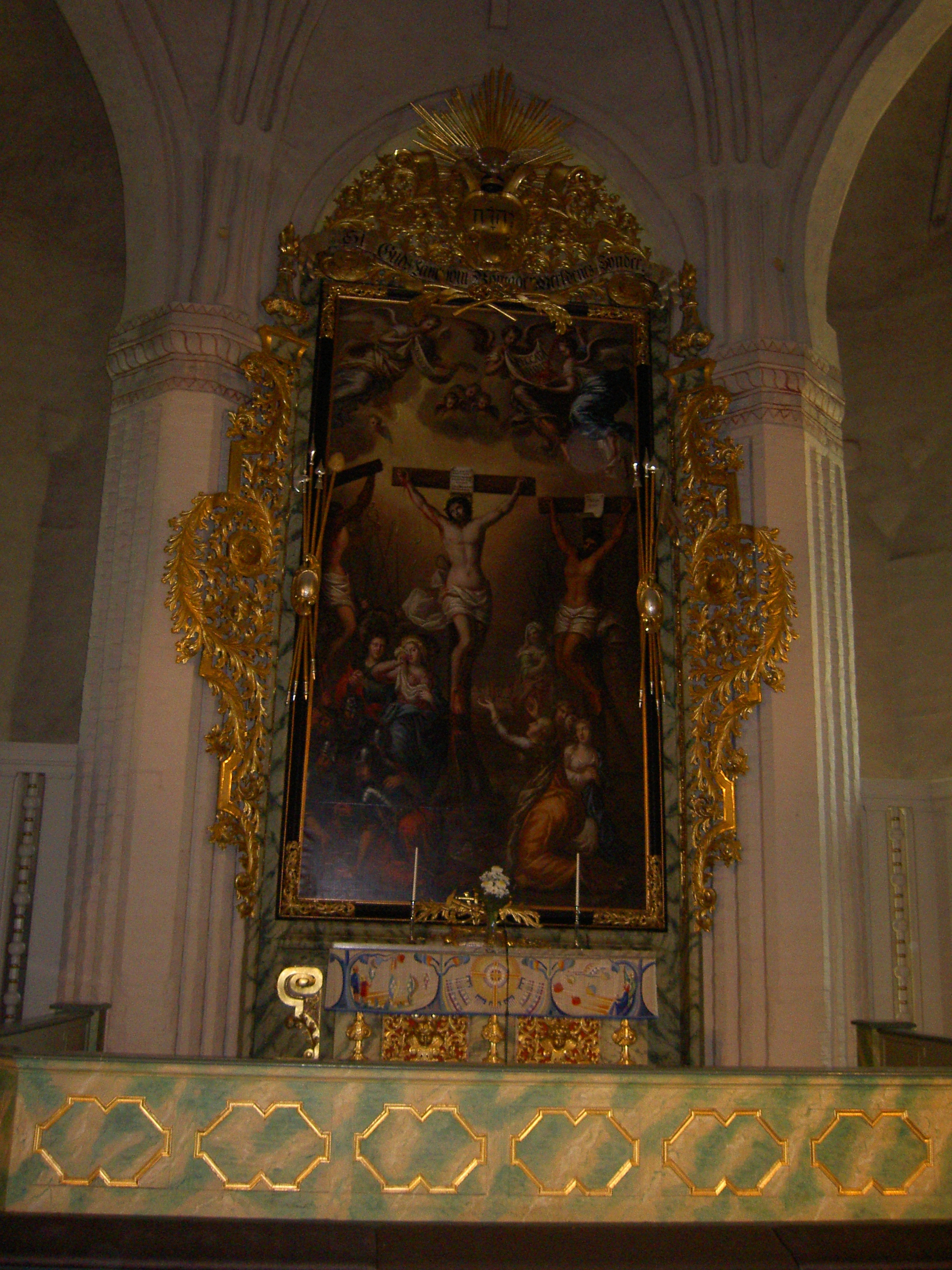
Altaruppsatsen
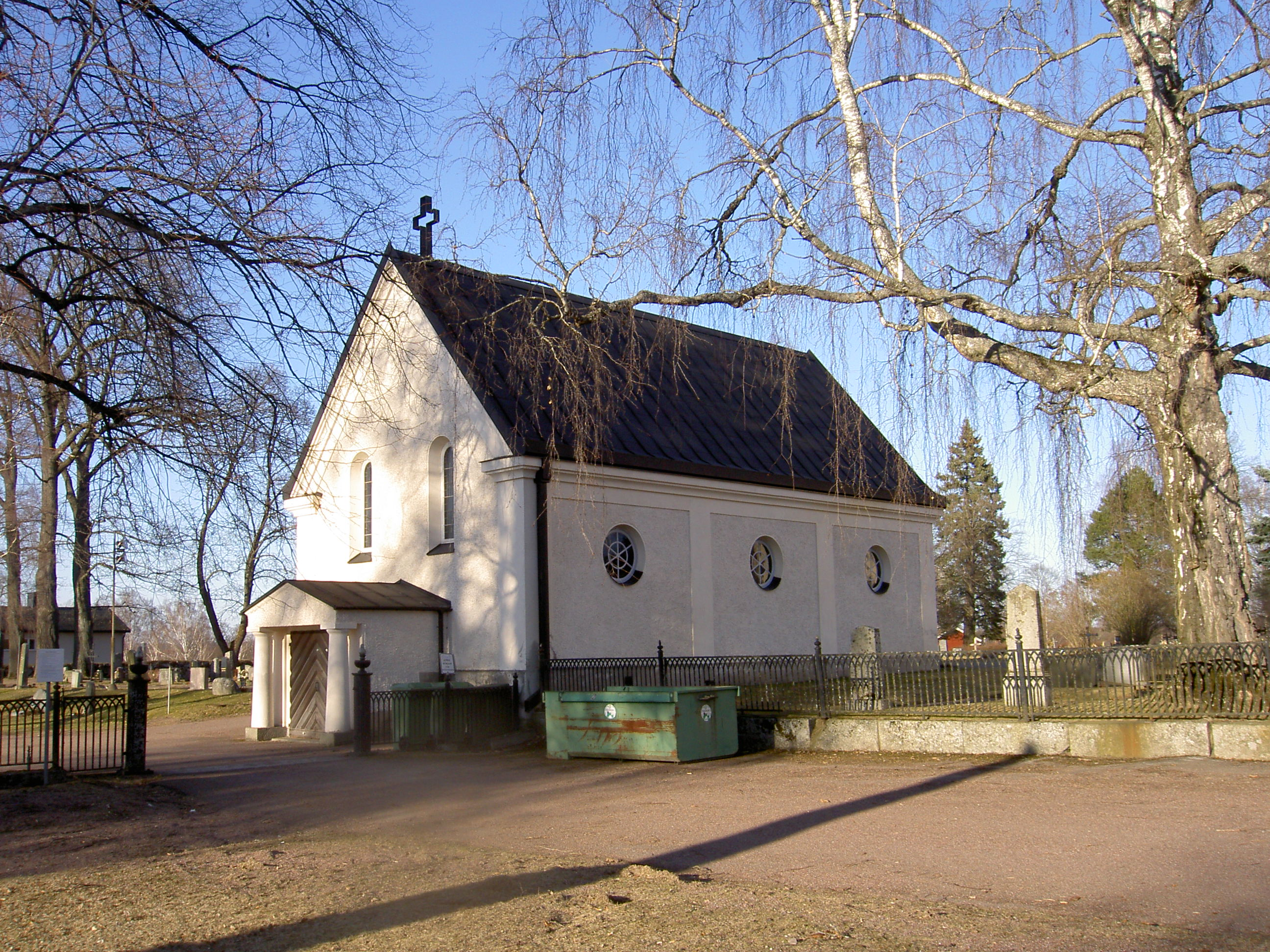
Gravkapellet
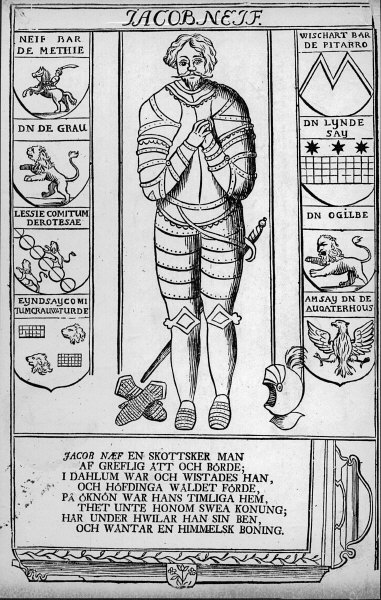
Jakob Näfs gravsten i Stora Tuna kyrka, efter ett gammalt träsnitt
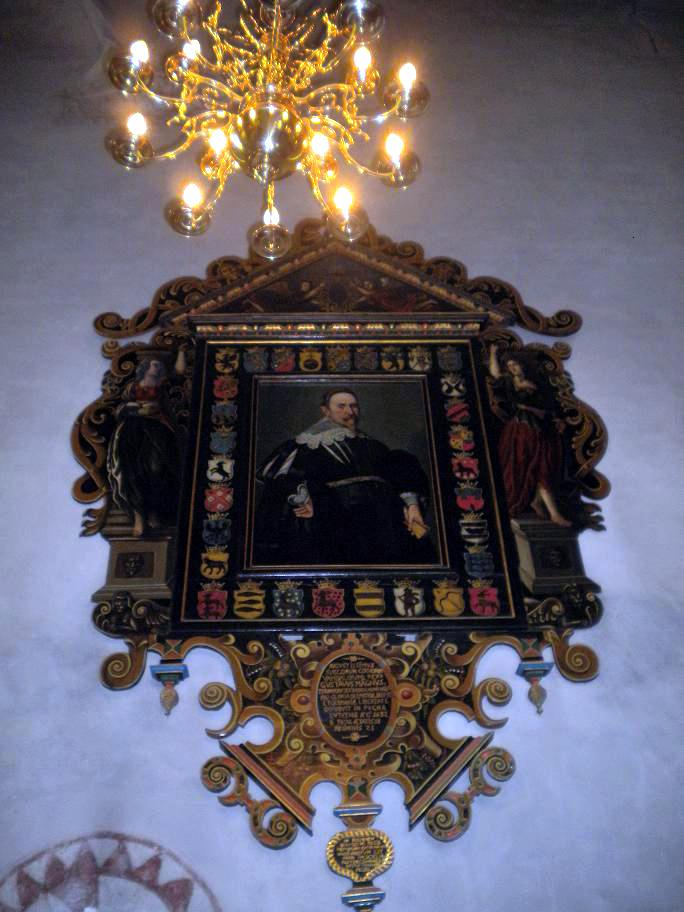
Tavla till minne av kung Gustav II Adolf
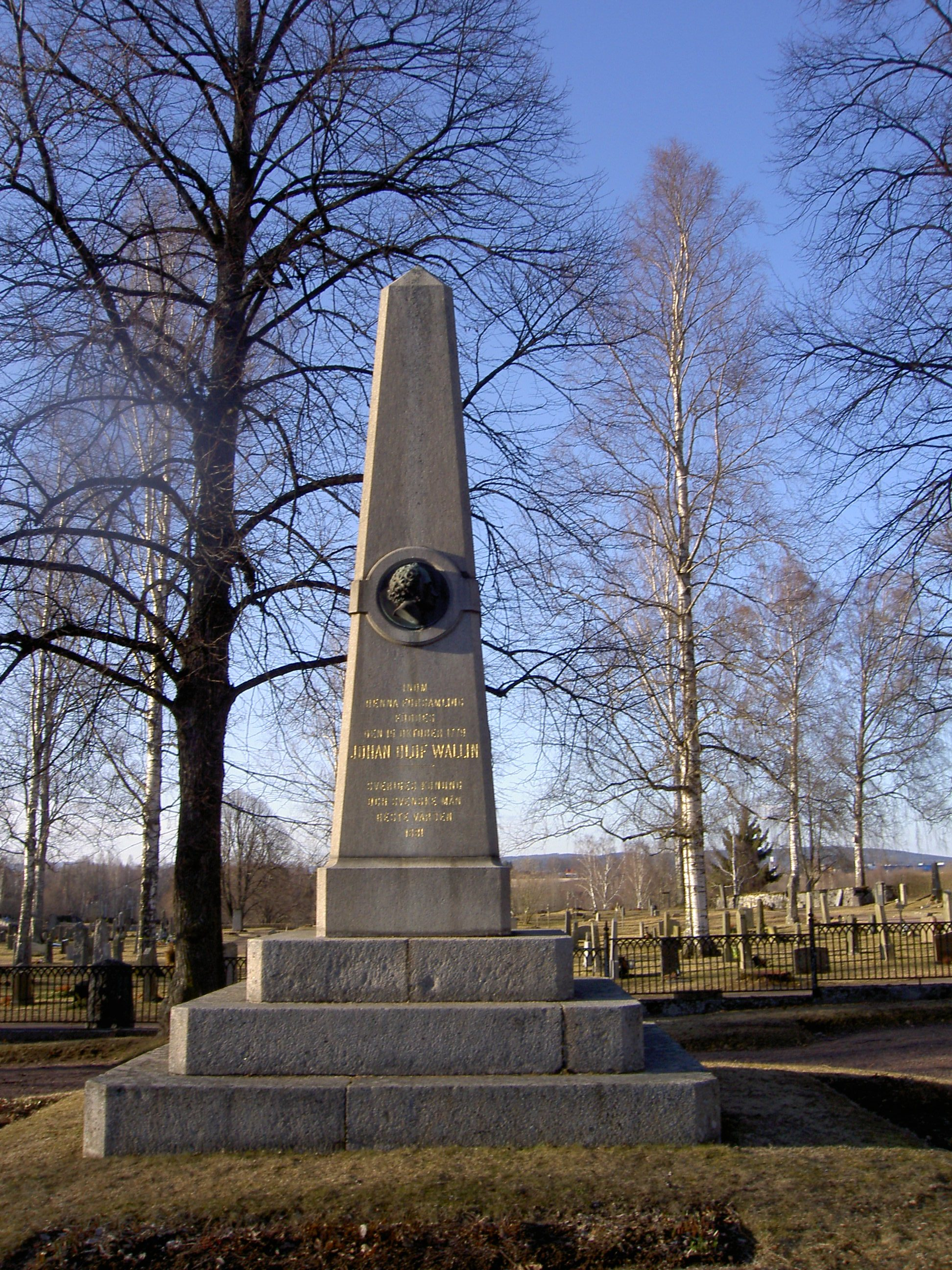
Minnessten över Johan Olof Wallin
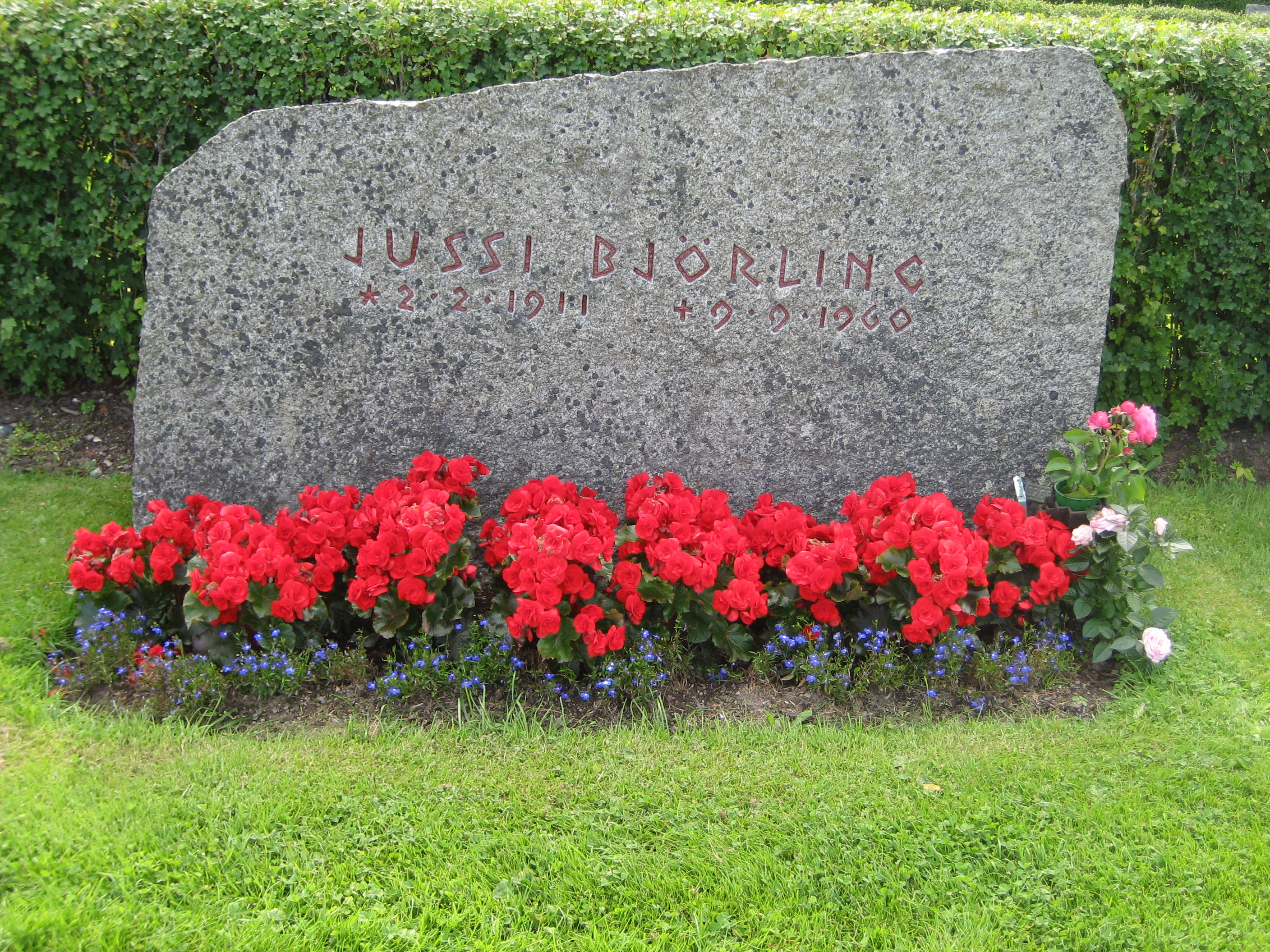
Jussi Björlings grav

## Gravsatta på kyrkogården
- Börje Andersson (1930–1994), politiker
- David Björling (1873–1926), opera- och konsertsångare (tenor)
- Gösta Björling (1912–1957), operasångare (tenor)
- Jussi Björling (1911–1960), opera- och konsertsångare (tenor)
- Olle Björling (1909–1965), konsertsångare (tenor)
- Rolf Björling (1928–1993), operasångare (tenor)
- Kerstin Bäck (1943–2022), stå-upp komiker och föreläsare
- Gunnar Carlsson (1916–2008), orgelbyggare
- Julius Carlsson (1898–1976), kock och källarmästare
- Karl Feik (1908–1986), arkitekt
- Lars-Ove Hagberg (1941–2007), politiker
- Olof Hjort (1888–1981), skulptör
- Owe Husáhr (1921–1958), författare
- Carl Kling (1879–1967), bakteriolog
- Sven Kypengren (1911–2007), direktör
- Edvin Larsson (1925–2009), professor
- Torbjörn Lindqvist (1942–2018), regissör och filmfotograf
- Björn Nilsson (1942–1990), rocksångare
- Isa Quensel (1905–1981), skådespelare, regissör, opera- och operettsångare (sopran)
- Birgit Ridderstedt (1914–1985), folksångerska
- C. Erik Ridderstedt (1915–1982), direktör
- Eric Stolpe (1919–1990), skådespelare och revyartist
- Åke Strömmer (1936–2005), sportjournalist
- Anders Weidlitz (1897–1984), kyrkoherde